# Jacques-Pierre Amette
Jacques-Pierre Amette, född 18 maj 1943 i Saint-Pierre-sur-Dives i Calvados i nordvästra Frankrike, är en fransk författare, dramatiker, journalist och litteraturkritiker, kanske mest känd för boken La maîtresse de Brecht från 2003 (på svenska Brechts älskarinna, 2007). Han är också känd under pseudonymen Paul Clément.
Amette har arbetat som litteraturkritiker i den franska veckotidningen Le point sedan den startades 1972. Han har även skrivit pjäser för både teaterscen, radio och franska Canal+.

### Romaner
- Le congé, 1965
- Élisabeth Skerla, 1966
- La vie comme ça, 1974
- Bermuda, 1977
- La Nuit tombante, 1978
- Jeunesse dans une ville normande, 1981
- Exit, under pseudonymen Paul Clément, 1981
- Je tue à la campagne, under pseudonymen Paul Clément, 1982
- Enquête d'hiver, 1985
- L'Après-midi, 1987
- La Peau du monde, 1992
- Province, 1995
- Les Deux Léopards, 1997 (Contre-point-priset 1997)
- L'Homme du silence, 1999
- Ma vie, son œuvre, 2001
- La Maîtresse de Brecht (Goncourtpriset 2003)
- Le lac d'or, 2008
- Journal météorologique, 2009

### Berättelser
- Un voyage en province, 1970
- Confessions d'un enfant gâté (Roger-Nimier-priset 1986)
- L'adieu à la raison, 1993
- Stendhal: 3 juin 1819, 1994
- Un été chez Voltaire, 2007

### Noveller
- Les lumières de l'Antarctique, 1973

### Drama
- Les Sables mouvants, 1974
- Le Maître-nageur, 1989
- Les Environs de Heilbronn, 1989
- Après nous, 1991
- La Waldstein, 1991
- Le Mal du pays, 1992
- Singe, 1992
- Passions secrètes, crimes d'avril (CIC du Théâtre-priset 1992)
- Appassionata, 1993
- La Clairière, 1997
- Le Tableau de Poussin, 2005

## Utmärkelser
- 1986: Roger-Nimier-priset för Confessions d'un enfant gâté
- 1997: Contre-point-priset för Les deux léopards
- 1992: CIC du Théâtre-priset för Passions secrètes, crimes d'avril
- 2003: Goncourtpriset för La mîtresse de Brecht
- 2007: Prince-Pierre-de-Monacos litteraturpris